# DVB 3D-TV

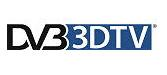
Logotip de DVB 3D-TV

DVB 3D-TV serà el nou estàndard que sortirà parcialment a finals de 2010 que determinarà les tècniques i procediments per enviar un senyal de  vídeo en 3 dimensions sobre els actuals estàndards de transmissió de DVB (Cable, Terrestre or Satèl·lit). Actualment només existeixen uns 'Requeiment comercials' per als  radiodifusors de  3D TV i els fabricants de  receptors de TV, però no hi ha informació tècnica dins aquest plec.
Actualment la tecnologia de televisió 3D està encara en les seves primeres passes amb relació a l'estandardització d'aquesta, per ara els majors mercats de 3D estan als  cinemes i venda de continguts en  Blu-ray disc, ambdós amb sistemes  estreroscòpics, però en un futur pròxim el 3D es veurà estès a la difusió. Per mes endavant ja es parla de la implantació de la Free viewpoint television, cosa que suposa la necessitat de nous estàndards de  codificació i transmissió.

## Implantació
La implantació de la primera generació de DVB 3D-TV serà esglaonada:
- Primera fase: el primer estàndard tendrà compatibilitat forward amb els actuals sistemes d'alta definició amb alguna actualització al microprogramari dels  receptors de TV  HD i, per descomptat, la necessitat de  pantalles 3D; tot i així els formats de  senyalització i distribució es dissenyaran de manera que serveixin per a una futura expansió de nous sistemes de codificació 3D. Aquest primer estàndard només accepta sistemes  estereoscòpics amb format  3D Frame sequencial. Els requeriments per aquest sistema, anomenat  Frame compatible estan inclosos en el plec de requeriments comercials de DVB. Alguns  broadcasters com Sky3D[1] o Canal+3D[2] ja estan emprant aquesta tecnologia, que ha estat pensada sobretot per  PayTV.

- Segona fase: l'ús de noves necessitats de  difusió per a fluxes específics de 3D no serà compatible amb els actuals  receptors de TV 3D, però sí que serà compatible amb el servei dels  receptors 2D en cas de no haver-hi un d'específic per a 3D. Això permetria evitar fer simulcast de senyals 2D i 3D, ocupant només un canal amb un únic fluxe de vídeo amb un senyal base 2D i una capa ajustable de profunditat per al senyal 3D. Aquest sistema és anomenat de  service compatible, i està pensat per al grup de  radiodifusors anomenat Free to air.

## Senyals 3DTV

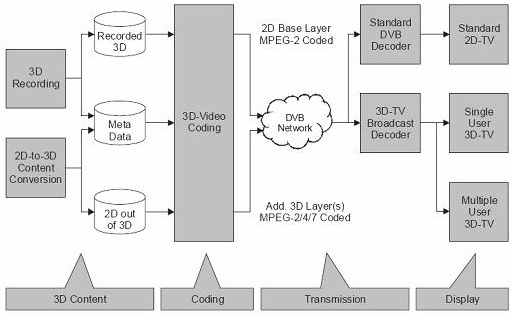
Diagrama d'un sistema 3DTV CSC o FCC

Matriu de formats de senyal per 3DTV:
| Nivell de compatibilitat                          | 1a generació 3DTV                                                           | 2a generació 3DTV                                              | 3a generació 3DTV |
| ------------------------------------------------- | --------------------------------------------------------------------------- | -------------------------------------------------------------- | ----------------- |
| Nivell 4: HD service compatible (CSC)             | 2D HD + MVC (L,R formats per combinacions matricials: info de profunditat)  | 2D HD + MVC (Dades de profunditat, oclusions i transparències) |                   |
| Nivell 3: HD Frame compatible compatible (FCC)    | Imatge 2D + MPEG extensió de resolució (ex. Codificació de vídeo escalable) |                                                                |                   |
| Level 2: Conventional HD Frame compatible (CFC)   | Imatges L i R al mateix quadre HD                                           |                                                                |                   |
| Level 1: Conventional HD display compatible (CDC) | Anàglif                                                                     |                                                                |                   |

### 3D Frame seqüencial

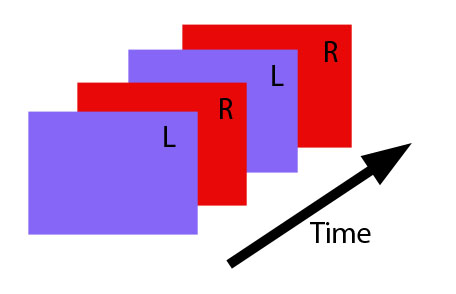
Video 3D Frame sequential

Amb relació a com és enviat el senyal al display una vegada descodificat, els actuals sistemes  estreroscòpics empren l'anomenat senyal 3D de frame sequential. Els frames dret i esquerre son enviats alternadament a la pantalla 3D, i després per diferents mètodes com les Ulleres obturades o Ulleres polaritzades són ensenyades a cada ull. Això provoca que la freqüència real de quadre és la meitat que la del senyal de vídeo.

## Característiques tècniques

### Compatiblitat de quadre
A la primera fase del sistema, només està previst per senyal 3D de frame seqüencial, emprant el format de  frame compatible (CFC). Això s'aconsegueix amb un multiplexat temporal que comprimeix les seqüències esquerra i dreta de vídeo en un sol senyal de HD, que és  codificació amb  H.264. Això permet tractar el vídeo com un senyal HD emprant els canals i interfícies estàndards com HDMI, que ja és possible a la seva  versió 1.4a. El format de  frame compatible (CFC) és compatible també amb la transmissió de senyals 2D d'alta definició al mateix canal, afegint senyalització per commutar entre 2D i 3D.
Bàsicament hi ha dues maneres de fer el multiplexat espacial: 'Side by side' i 'Top and bottom', encara que s'han proposat altres sistemes 3D de  frame compatible per tal de millorar la qualitat de la imatge balancejada entre les resolucions verticals i horitzontals.

### Side by side

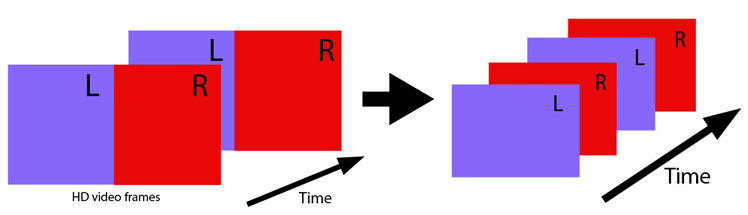
Format 'Side by side'

Side by side (SbS) és un format que col·loca les imatges dreta i esquerra una al costat de l'altra en una imatge HD. Per això es necessita un delmat horitzontal que causa la disminució a la meitat de la definició horitzontal. DVB 3D-TV soporta els següents formats SbS:
1080i @ 50Hz Side-by-Side
720p @ 50Hz Side-by-Side
720p @ 59.94 / 60 Hz Side-by-Side
1080p @ 23.97 / 24 Hz Side-by-Side
1080i @ 59.94 / 60 Hz Side-by-Side

### Top and bottom

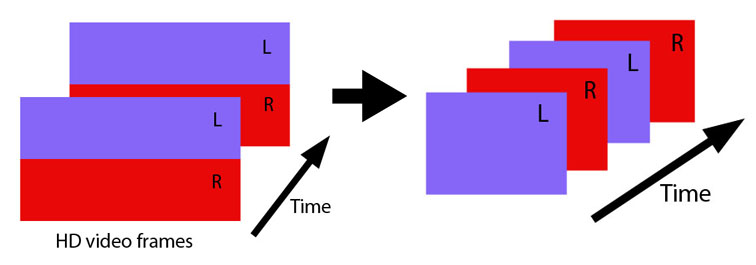
Format 'Top and bottom'

Top and Bottom (TaB) és un format que col·loca les imatges dreta i esquerra una al damunt de l'altra en una imatge HD. A causa d'això es necessita un delmat vertical que causa la disminució a la meitat de la definició vertical. DVB 3D-TV suporta els següents formats TaB:
1080p @ 23.97 / 24 Hz Top-and-Bottom
720p @ 59.94 / 60 Hz Top-and-Bottom
- No tots els multiplexats espacials són de tipus  frame compatible amb els sistemes actuals. Els següents formats no són de frame compatible:

720p @ 50 /60 Hz
1080p @ 24 Hz

### Text i gràfics
Bàsicament hi ha dos tipus de text que són addicionals a la imatge transmesa:
- Subtítols: (o  captions) és text que s'adjunta amb la imatge. La reconstrucció de la imatge 3D composta s'ha de fer al  receptor. Emprant estàndards de  sub titulació ja existents per als sistemes DVB, juntament amb informació de profunditat proveïda pels  radiodifusors, el  receptor posiciona correctament els  subtítols a les imatges dreta i esquerra. DVB 3D-TV emprarà l'estàndard ja existent per a subtítols DVB-SUB, i tendrà compatibilitat backward amb els subtítols 2D.

- Guia de servei: el  receptor genera contingut multimèdia com la Guia Electrònica de Programes, que combina l'ús de dades del receptor amb dades dinàmiques provinents del  radiodifusor en forma d'informació de servei. La informació de profunditat per col·locar la guia de servei serà extreta de la proveïda pels  subtítols.

### Senyalització
La funció principal de senyalització en sistemes 3D de  frame compatible, és senyalitzar la presència de vídeo en 2D o 3D. També ha d'esser possible incloure al senyal transmès informació sobre la disposició de les imatges i el delmat dins la imatge HD per crear la versió 3D. També sería interessant senyalitzar als receptors 3D la disposició de serveis 3D a través de la Guia Electrònica de Programes amb un camp indicador en aquesta.
Per futurs sistemes de  servei compatible (CSC) de televisió 3D també caldrà informació del fet que hi ha simulcast 3D del servei 2D i viceversa.

## Radiodifusió 3DTV en el futur

### Multivista
La codificació multivista és un estàndard de compressió que s'implementa sobre una extensió de H.264/MPEG-4 AVC que permet enviar vídeo 3D  stereoscòpic sense pèrdua de resolució deguda al multiplexat espacial, i reduint l'overhead (provocat per enviar dues imatges HD) fins a un 50%, tot això dins un sol fluxe de vídeo. Actualment és emprat als Blu-ray en 3D, però no és aplicable a la radiodifusió a causa del temps de processament necessari per a la codificació de vídeo, que empra algoritmes de compensació de moviment en les imatges 3D.
Tot i això hi ha hagut alguns experiments en la radiodifusió de continguts 3D codificats amb  MVC per la Fraunhofer-Gesellschaft sobre xarxes  DVB de segona generació (DVB-T2 i DVB-S2).

### Free viewpoint
La Free viewpoint television (Televisió de punt de vista lliure) s'aconsegueix emprant codificació multivista amb informació de profunditat, creant un model 3D de l'escena. Actualment aquest sistema està essent investigat, però la complexitat de l'algoritme i la gran amplada de banda, ho fa encara impensable per aplicacions de radiodifusió.